# 김동희 (1983년)
김동희(한국 한자: 金東熙, 1983년 5월 6일 ~ )는 대한민국의 전 축구 선수로서 포지션은 미드필더이다.
2011년 K리그 승부조작 사건에 연루되어 한국프로축구연맹으로부터 영구제명 처분을 받았다.